# 伯宗德河畔基耶尔
伯宗德河畔基耶尔（法語：Quiers-sur-Bezonde，法語發音：[kjɛʁ syʁ bəzɔ̃d]；2023年之前拼作）是法国卢瓦雷省的一个市镇，位于该省中部，属于蒙塔日区。

## 地理
伯宗德河畔基耶尔（47°59'55"N, 2°26'13"E）面积16.61 平方千米，位于法国中央-卢瓦尔河谷大区卢瓦雷省，该省份为法国中北部省份，北起埃松省，西北接厄尔-卢瓦省，西南接卢瓦-谢尔省，南至涅夫勒省和谢尔省，东临约讷省，东北接塞纳-马恩省。
与伯宗德河畔基耶尔接壤的市镇（或旧市镇、城区）包括：弗雷维尔迪加蒂奈、加蒂奈地区欧维利耶、于亚尔河畔博尚、贝勒加德、蒙利亚尔、内普卢瓦、乌祖埃苏贝勒加尔德、叙里欧布瓦。
伯宗德河畔基耶尔的时区为UTC+01:00、UTC+02:00（夏令时）。

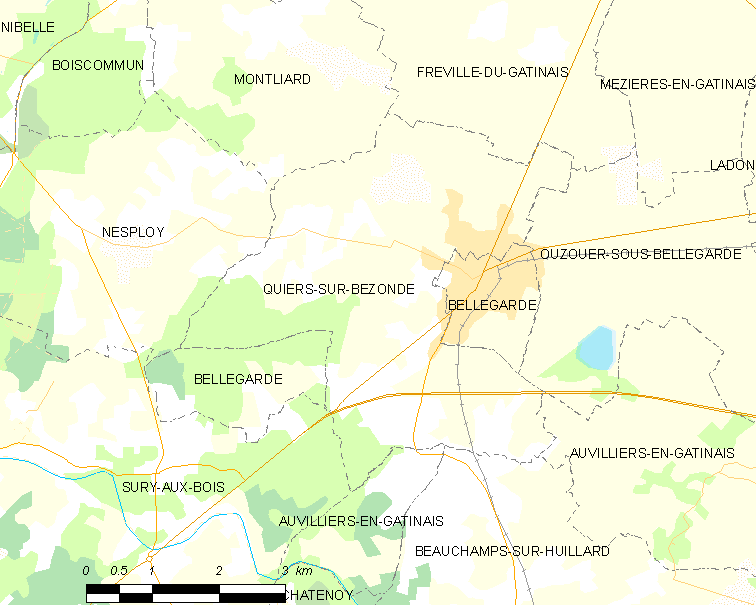
伯宗德河畔基耶尔的OSM定位图

## 行政
伯宗德河畔基耶尔的邮政编码为45270，INSEE市镇编码为45259。

## 政治
伯宗德河畔基耶尔所属的省级选区为洛里斯县。

## 人口

1962-2008年间伯宗德河畔基耶尔人口变化图示

伯宗德河畔基耶尔于2022年1月1日时的人口数量为1165人。